# Baccha laphrieformis
Baccha laphrieformis är en tvåvingeart som beskrevs av Violovitsh 1976. Baccha laphrieformis ingår i släktet nålblomflugor, och familjen blomflugor. Inga underarter finns listade i Catalogue of Life.